# Chinchey
El Chinchey (del quechua ancashino: Ruri Chinchay),[cita requerida] es un macizo nevado de la Cordillera Blanca en los Andes del Perú. Posee cinco picos, el más alto de todos también llamado Chinchey tiene 6.310 m de altitud, por lo que es la sexta montaña más alta de la Cordillera Blanca y la novena del Perú. Su cima fue conquistada el 2 de agosto de 1939 por escaladores alemanes.

## Oronimia
Su nombre provendría del compuesto quechua Ruri Chinchay.[cita requerida] Este compuesto incluiría los vocablos ruri ('escondido, oculto')[cita requerida] y chinchay ('tigrillo, puma'). Comparación hecha por los lugareños debido a su ubicación oculta y aparentemente inaccesible. Aun surge la alternativa de que derivase de tsinkay ( escónder, escóndete). en la secuencia tsinkay > tsintsay > chinkay > chinchay > chinchey ~ chinchee.[cita requerida]

## Localización y características
El macizo hace de límite natural entre las provincias de Huaraz, Huari y Carhuaz, en la región peruana de Áncash; sin embargo el pico mayor sólo es compartido por Huari y Huaraz. Geográficamente se localiza sobre la región natural janka en la Cordillera Blanca, una cadena montañosa perteneciente a la Cordillera Occidental del Perú y que está protegida por el parque nacional Huascarán. Posee cinco picos: Chinchey con 6.310 m s. n. m., Pamparaju con 5.985 m s. n. m., Puntacuerno con 5.960 m s. n. m., Ayukaraju con 5.645 m s. n. m. y Utsaraju con 5500 m s. n. m.
| Noroeste: Palcaraju (6.275 m.) | Norte: Pamparaju (5.985 m.) | Noreste: Quebrada Yurajcocha   |
| Oeste: Ishinca (5.530 m.)      |                             | Este: Puntacuerno (5.960 m.)   |
| Suroeste Pucaranra (6.156 m.)  | Sur: Andavite (5.520 m.)    | Sureste: Tullparaju (5.785 m.) |

## Hidrografía
El macizo Chinchey, tiene 91 km² de glaciares, por lo que es la montaña más glaciarizada de los 14 macizos existentes en la Cordillera Blanca, conteniendo el 17% de toda el área nevada de esta zona montañosa. Su extensión es tal, que ocupa las partes extremas de tres provincias de Áncash: Huaraz, Huari y Carhuaz.

## Ascensos históricos

La expedición vasco-navarra hizo flamear esta bandera en uno de los picos del Chinchey, por lo que fueron expulsados de todas las asociaciones de montañismo de España.

Los primeros en llegar a la cima del pico Chinchey fueron Walter Brecht y Hans Schweizer el 2 de agosto de 1939 ascendiendo por la arista norte, durante la campaña de exploración de la Cordillera Blanca dirigida por Hans Kinzl con la colaboración de los miembros del Club Alpino Alemán.
En 1967, cuando llegaron a la zona los miembros de una expedición vasco-navarra, de los tres picos de la cresta norte sólo una tenía nombre: el Pamparaju. Entre junio y julio la expedición logró la cima de los tres picos bautizando a los dos últimos como Ayucaraju (5647 m) y Utsuraju (5500 m). En una foto publicada por el diario peruano El Comercio los montañistas celebran la cima sosteniendo la bandera separatista ikurriña en una de las cumbres; Este hecho condujo a la detención de los escaladores cuando regresaron a España durante la dictadura de Francisco Franco, para posteriormente ser expulsados de las asociaciones de montaña del país peninsular.
En 1982, durante una expedición al Nevado Purísima, se tomaron una serie de fotografías del macizo Chinchey que mostraban por primera vez al Puntacuerno, el último pico que aún no se había ascendido. Para lograr el ascenso del que podría ser el último 6000 inviolable, los escaladores peruanos Américo Tordoya y Augusto Ortega subieron la pared este desde la laguna Chalhuacocha y, después de un tramo final por la cresta noreste, llegaron a la cima el 21 de agosto de 1983.

## Turismo
Hoy en día, existen dos rutas bastante transitadas: la oeste, de nivel de dificultad (AD) (sólo para montañistas experimentados), desde el campamento base a 5.100 m s. n. m. accediendo por la quebrada Quilcayhuanca; y la norte, de menor dificultad, escalada directamente desde la laguna Pucaranracocha.